# Genpei Akasegawa

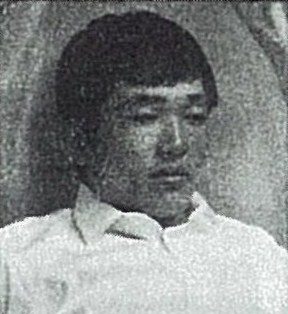
Genpei Akasegawa (1961)

Genpei Akasegawa (japanisch 赤瀬川 原平, Akasegawa Genpei, eigentlich: Katsuhiko Akasegawa, 赤瀬川 克彦, Akasegawa Katsuhiko, Künstlername Otsuji Katsuhiko; * 27. März 1937 in Yokohama; † 26. Oktober 2014 in der Stadt Machida, Tokio) war ein japanischer avantgardistischer Künstler und Schriftsteller.

## Leben
Akasegawa besuchte von 1952 bis 1954 die Asahigaoka-Oberschule in Nagoya und studierte von 1955 bis 1975 an der Kunsthochschule Musashino in Tokio. Der avantgardistische Künstler schloss sich der Neo-Dada-Bewegung um Ushio Shinohara, Shūsaku Arakawa und Masanobu Yoshimura an. Zu seiner ersten Einzelausstellung lud er mit vergrößerten Nachbildungen von 1000-Yen-Noten ein, was ihm eine Anklage wegen Banknotenfälschung einbrachte. Der Vorfall wurde international als Thousand-Yen Bill Incident bekannt.
Mit Jiro Takamatsu und Natsuyuki Nakamishi gründete er 1963 das Hi Red Center, in dem die Gruppe künstlerische Happenings veranstaltete. Ab 1970 unterrichtete er an der Bigakko-Kunstschule. Zur gleichen Zeit begann er mit der Veröffentlichung einer Reihe satirischer Mangas in der Zeitung Asahi Shimbun.
Ab 1979 veröffentlichte Akasegawa Romane unter dem Schriftstellernamen Katsuhiko Otsuji (尾辻 克彦, Otsuji Katsuhiko). Er erhielt den Chūōkōron-Nachwuchspreis für Hadazawari und wurde 1980 mit dem Akutagawa-Preis für Chichi ga kieta, 1983 mit dem Noma-Literaturpreis für Yukinohara ausgezeichnet. Den Sonderpreis des Mainichi-Kulturpreises erhielt er 1999 für Rōjiroku.
1986 gründete er mit dem Architekten Terunobu Fujimori, dem Illustrator Shinbo Minami, dem Schriftsteller Joji Hayashi und dem Herausgeber Tetsuo Matsuda die Rojo Kansatsu Gakkai (Roadway Observation Society). 1989 arbeitete er am Skript für Hiroshi Teshigaharas Film Rikyu mit, das beiden eine Nominierung für den Japanese Academy Award für das beste Drehbuch brachte.
Der Asteroid (7418) Akasegawa ist nach ihm benannt.